# Michel François de Sistrières
Michel François de Sistrières de Murat, né le 3 juillet 1765 à Vic-sur-Cère (Cantal), mort le 2 septembre 1825 à Vic-sur-Cère (Cantal), est un général français de la Révolution et de l’Empire.

## États de service
Il entre en service le 15 août 1778, comme élève d’artillerie, il devient sous-lieutenant à la suite de l’infanterie le 5 avril 1780, et le 21 octobre 1785, il est lieutenant dans le légion de Maillebois. De 1783 à 1786, il sert en Hollande, et le 3 août 1789, il passe major de la garde nationale de Vic-sur-Cère. Le 15 septembre 1791, il est nommé lieutenant au 12e régiment d’infanterie, et le 20 mai 1792, il est adjudant-major au 3e bataillon des grenadiers à l’armée du Nord, puis il passe lieutenant-colonel le 31 mai suivant à la légion du Centre.
Il est nommé chef de brigade le 22 juin 1793, au 20e régiment de chasseurs à cheval. Il est blessé lors d’une escarmouche le 25 septembre 1793 à Jamoigne, et il est suspendu de ses fonctions le même jour pour ses origines aristocratiques. Il est promu général de division provisoire le 2 novembre 1793, et commandant de Givet en remplacement du général Élie, par les représentants du peuple Hentz, Massieu et Bô. Le 26 novembre 1793, il commande la 2e division de l’armée des Ardennes, et il est remplacé le 6 février 1794, par le général Charbonnier, avant d’être de nouveau suspendu de ses fonctions en mars 1794. Installé à Vic-sur-Cère, il devient assesseur du juge de paix du canton, et il est autorisé à prendre sa retraite comme chef de brigade le 23 juin 1797.
Il reprend du service dans les gendarmes d’ordonnance de l’Empereur le 1er décembre 1806, il est nommé maréchal des logis le 11 janvier 1807, puis chef d’escadron au 4e régiment de cuirassiers le 10 novembre 1807. En 1809, il participe à la campagne d’Allemagne et d’Autriche, et il est blessé le 22 mai 1809, à la bataille d’Essling de plusieurs coups de sabre, ainsi qu’à la bataille de Wagram le 6 juillet 1809, de deux coups de feu à la cuisse droite et à la tête. Il devient colonel à la suite du 4e régiment de cuirassiers le 8 août 1809, et chevalier de la Légion d’honneur le 13 août suivant.
Colonel du 9e régiment de cuirassiers le 7 septembre 1811, il fait la campagne de Russie en 1812. Il est blessé le 7 septembre 1812, à la bataille de Borodino, d’un coup de biscaïen à la hanche gauche, et il est élevé au grade d’officier de la Légion d’honneur le 10 octobre suivant. En 1813, il participe à la campagne de Saxe, et le 27 août 1813, il est amputé de la cuisse droite à la Bataille de Dresde. Il est promu général de brigade le 2 septembre 1813, et il est admis à la retraite le jour même.
Lors de la première restauration, le roi Louis XVIII le fait chevalier de Saint-Louis le 13 février 1815.
Il est président du conseil général du Cantal de 1814 à 1818.
Il meurt le 2 septembre 1825, à Vic-sur-Cère